# Julie Klotz
Julie Klotz (1969) è un'ex sciatrice alpina canadese.

## Biografia
Julie Klotz vinse il titolo nazionale canadese nello slalom speciale nel 1987; non prese parte a rassegne olimpiche né ottenne piazzamenti in Coppa del Mondo o ai Campionati mondiali.

## Palmarès

### Campionati canadesi
- 1 oro (slalom speciale[senza fonte][1] nel 1987)